# Карол Корбу
Карол Корбу (рум. Carol Corbu; Калинешти (Арђеш), 8. фебруар 1946) био је Румунски атлетичар, који је углавном такмичио у троскоку. у овој дисциплини освојио је титулу европског првака на Европском првенству у дворани 1973. у Ротердаму.. Од 7 учешћа на Европским првенствима у дворани поред првог места 1972. био је и 3 пута други. На Европским првенствима на отвореном од 3 учешћа освојио је две медаље сребрну и Бронзану. Два пууа је учествовао на Летњим олимпијским играма 1972. у Минхену и 1976. у Монтреалу.
Његов најбољи резултат износио је 17,12 м, постигнут у јуну 1971. у Торину. Овим резултатом налази се на на трећем месту вечне листе румунских троскоксшс иза Маријана Опреа (17,81) и Бердоса Бердосијана (17,74).

### Значајнији резултати
| Датум | Такмичење                    | Место                   | Пласман | Резултат | Извор |
| ----- | ---------------------------- | ----------------------- | ------- | -------- | ----- |
| 1969  | Европске игре у дворани      | Београд, Југославија    |         | 16,20    |       |
| 1969  | Европско првенство           | Атина, Грчка            | 4.      | 16,56    |       |
| 1970  | Европско првенство у дворани | Беч, Аустрија           | 6.      | 16,35    |       |
| 1971  | Европско првенство у дворани | Софија, Бугарска        |         | 16,83    |       |
| 1971  | Европско првенство           | Хелсинки, Финска        |         | 16,87    |       |
| 1972  | Европско првенство у дворани | Гренобл, Француска      |         | 16,89    |       |
| 1972  | Олимпијске игре              | Минхен, Западна Немачка | 4.      | 16,43    |       |
| 1973  | Европско првенство у дворани | Ротердам, Холандија     |         | 16,80    |       |
| 1974  | Европско првенство           | Рим, Италија            |         | 16,68    |       |
| 1975. | Европско првенство у дворани | Катовице, Пољска        | 5.      | 7,64     |       |
| 1975. | Европско првенство у дворани | Катовице, Пољска        | 4.      | 16,66    |       |
| 1976  | Европско првенство у дворани | Минхен, Западна Немачка |         | 16,75    |       |
| 1976  | Олимпијске игре              | Монтреал, Канада        | 8.      | 16,43    |       |
| 1978  | Европско првенство у дворани | Милан, Италија          | 4.      | 16,41    |       |